# Sthelota albonotata
Sthelota albonotata är en spindelart som först beskrevs av Eugen von Keyserling 1886.  Sthelota albonotata ingår i släktet Sthelota och familjen täckvävarspindlar.
Artens utbredningsområde är Panama. Inga underarter finns listade i Catalogue of Life.